# カセアサウルス亜目
カセアサウルス亜目（カセアサウルスあもく、カセア亜目、Caseasauria）は、単弓類に属する脊椎動物の一群である。

## 特徴
盤竜類の中でも初期に分岐したグループであり、骨格上の特徴などは他のグループとはかなり異なっている。化石記録はペルム紀前期からであるが、その起源は、既知の最古の盤竜類であるアーケオシリスが出現する以前の石炭紀中期頃には真盤竜類とは分岐していたと思われる。このグループが共有する骨格上の特徴は、前後に長く拡大した外鼻孔と、それを取り巻く鼻骨の凸部の形態などである。

## 分類
初期のエオシリス科とカセア科に分類され、カセア科はエオシリス科から進化したとされる。
エオシリス科
体長1m未満の昆虫食または肉食のグループであり、歯は円錐形の鋭い形で犬歯も持つ。
カセア科
植物食に適化したグループで、小型のものから最大の盤竜類であるコティロリンクスの様なものまで存在する。盤竜類の中でも最後まで生き延びたグループであり、ペルム紀中期末に絶滅した。

### 分類表
- 単弓綱 Synapsida
  - 盤竜目 Pelycosauria
    - 真盤竜亜目 Eupelycosauria
    - カセアサウルス亜目 Caseasauria
      - エオシリス科 Eothyrididae : エオシリス , オエダレオプス
      - カセア科 Caseidae : カセア , コティロリンクス , エンナトサウルス
      -  ?Phreatophasma

  - 獣弓目 Therapsida